# عادن
عادن منطقة عراقية في ناحية بصية، في قضاء السلمان في محافظة المثنى في صحراء الدبدبة بالبادية العراقية جنوب العراق، بين بصية وتكيد طريق مسافته 75 كيلومتراً مِن البصية إلى جدعة إلى الشيحات إلى عادن إلى تكيد. فيها بئر قد يصل عمقها إلى 500 متر. وهي أرض مَكْمَأة، وحتى سنة 2024 كانت عادن من المناطق التي تتركز فيها مخلفات حربية خطرة كالقنابل العنقودية.